# デニス・インキン
デニス・インキン(Denis Inkin、1978年1月7日 - ）は、ロシアの元プロボクサー。元WBO世界スーパーミドル級王者。ノヴォシビルスク出身。

## 来歴

### アマチュア時代
アマチュア時代はロシア軍に所属しながらキャリアを積み、1994年パトラで開催されたヨーロッパ・カデット・チャンピオンシップのスーパーウェルター級で初のアマチュアタイトルを獲得すると、1997年サンアントニオで開催された世界軍人選手権のミドル級で優勝、1999年ザグレブで行われたミリタリーワールドゲームズで優勝した実績がある。

### プロ時代
2001年6月30日、インキンはロシア軍を退役してプロデビューし初回KO勝ちした。
2003年6月26日、モスクワのクリリア・ソビトフでIBFインターコンチネンタルスーパーミドル級王座決定戦でベセリン・ニコラエフ・バシレフと対戦し初回KO勝ちで王座獲得に成功した。
2003年9月6日、キエフのスポーツ・パレスでホセ・ヒルトン・ドス・サントスと対戦し7回TKO勝ちで初防衛に成功した。
2004年9月24日、元WBA世界スーパーウェルター級王者フリオ・セサール・バスケスと対戦し7回TKO勝ち。
2006年10月21日、元WBO世界スーパーミドル級暫定王者でWBCインターナショナルスーパーミドル級王者マリオ・ベイトと対戦し7回1分52秒KO勝ちを収め王座獲得に成功した。
2007年6月30日、ジョセフ・ネギーと対戦し5回2分8秒TKO勝ちを収め初防衛に成功した。
2007年11月24日、マーティン・アベル・ブルワーと対戦し12回3-0(3者ともに117-110)の判定勝ちを収め2度目の防衛に成功した。
2008年9月27日、ハンブルクのカラーライン・アリーナでジョー・カルザゲの返上で空位となったWBO世界スーパーミドル級王座決定戦でフルゲンシオ・スニガと対戦し12回3-0(117-111、116-112、118-110)の判定勝ちを収め王座獲得に成功した。
2009年1月10日、マグデブルクのボーデ・ランド・ハーレでカロリー・バルザイと対戦し12回0-3(113-115、2者が112-116)の判定負けを喫し初防衛に失敗した。この試合を最後に現役を引退した。

## 獲得タイトル
- IBFインターコンチネンタルスーパーミドル級王座
- WBCインターナショナルスーパーミドル級王座
- WBO世界スーパーミドル級王座（防衛0）